# Chaetonerius echinus
Chaetonerius echinus är en tvåvingeart som beskrevs av Willi Hennig 1937. Chaetonerius echinus ingår i släktet Chaetonerius och familjen Neriidae. Inga underarter finns listade i Catalogue of Life.